# Viêm cầu thận xơ hóa khu trú từng phần
Viêm cầu thận xơ hoá khu trú từng phần hay viêm cầu thận phân đoạn khu trú (Focal segmental glomerulosclerosis - FSGS) là nguyên nhân phổ biến của hội chứng suy thận ở trẻ em và thanh thiếu niên, cũng như là nguyên nhân hàng đầu gây suy thận ở người lớn. Nó còn được gọi là "xơ cứng cầu thận khu trú". Nó chiếm khoảng một phần sáu các trường hợp hội chứng thận hư. (Bệnh thay đổi tối thiểu (Minimal change disease - MCD) cho đến nay là nguyên nhân phổ biến nhất của hội chứng thận hư ở trẻ em: MCD và FSGS nguyên phát có thể có nguyên nhân tương tự.)

## Bên ngoài
Các thành phần riêng lẻ của tên gọi đề cập đến sự xuất hiện của mô thận trên sinh thiết: chỉ tiêu hóa một số cầu thận (trái ngược với khuếch tán), chỉ một phần của mỗi cầu thận được tham gia (trái ngược với toàn cầu), Viêm cầu thận cầu khuẩn đề cập đến sẹo của cầu thận (một phần của nephron (đơn vị chức năng của thận)). Xơ hóa cầu thận thường được chỉ định bằng nhuộm PAS nặng và phát hiện immunoglobulin M (IgM) và C3-convertase (C3) trong đoạn xơ cứng.

## Phân loại
Tùy thuộc vào nguyên nhân, nó được phân loại thành:
Chính, khi không tìm thấy nguyên nhân cơ bản; thường biểu hiện như hội chứng thận hư
Thứ yếu, khi một nguyên nhân cơ bản được xác định; thường biểu hiện với suy thận và protein niệu. Đây thực sự là một nhóm không đồng nhất bao gồm nhiều nguyên nhân như: a) Các chất độc và ma túy như heroin và pamidronate. b) Dạng thức gia đình c) Thứ phát do mất nephron và tăng lọc máu, chẳng hạn như viêm bể thận mãn tính và trào ngược, bệnh béo phì, đái tháo đường.
Có nhiều chương trình phân loại khác nữa.